# Alsónémedi
Alsónémedi je vas na Madžarskem, ki upravno spada pod podregijo Gyáli Županije Pešta.